# Neotheronia fossulata
Neotheronia fossulata là một loài tò vò trong họ Ichneumonidae.